# Godyris cleomella
Godyris cleomella är en fjärilsart som beskrevs av William Chapman Hewitson 1874. Godyris cleomella ingår i släktet Godyris och familjen praktfjärilar. Inga underarter finns listade i Catalogue of Life.

## Bildgalleri

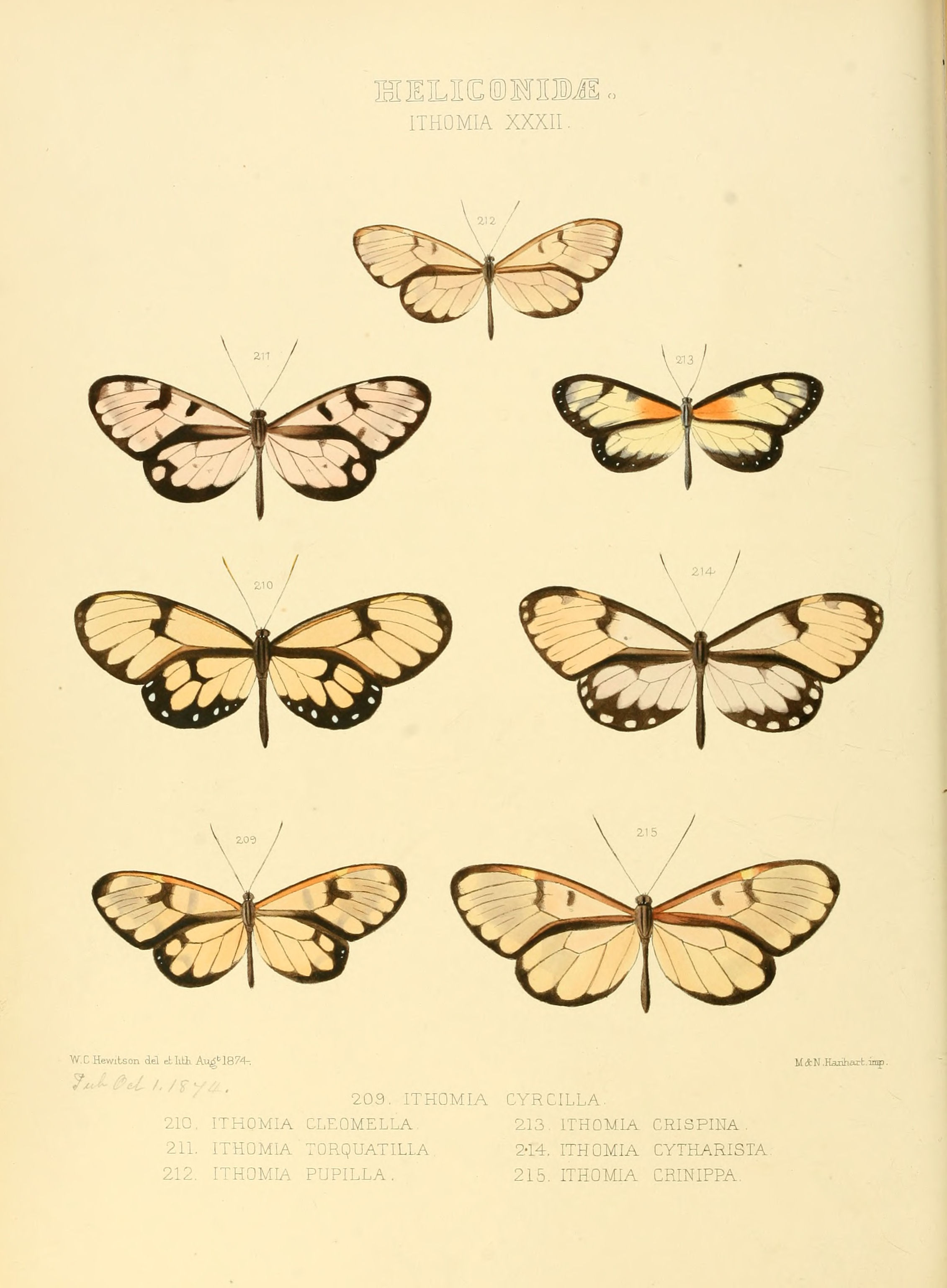